# Alejandra Gouet
María Alejandra Gouet Elorrieta (Concepción, Chile; 13 de abril de 1973) es una periodista chilena y licenciada en Comunicación Social por la Universidad del Desarrollo, Concepción, Chile y postítulo en Gestión de Comunicación Organizacional de la misma casa. Actualmente se desempeña como directora de la carrera de Periodismo en dicha institución. 

## Biografía
Se tituló de periodista en la Universidad del Desarrollo en 1995, desde ese año ha desarrollado labores como docencia, asesorías en comunicaciones y organizaciones de eventos. En 1997 se integró al departamento de prensa de Televisión Nacional de Chile: Red Biobío donde se desempeñó como notera y reportera. Desde el 2006  se desempeña como editora periodística de Televisión Nacional de Chile: Red Biobío, además conduce el noticiero 24 horas al día: Red Biobío y La Entrevista de Sábado: Red Biobío desempeñándose también como periodista en Chile Conectado, tras casi 13 años en TVN, Gouet asumió el cargo de directora de la carrera de periodismo en la Universidad del Desarrollo.
- Datos: Q5664685